# Casal de Travancinha
Casal de Travancinha, ou apenas Casal, é uma localidade portuguesa da Freguesia de Travancinha, Município de Seia, na antiga província da Beira Alta, região do Centro e sub-região da Serra da Estrela, com 144 habitantes (2011).
Antigamente chamada Vila Nova de Cazal, foi sede do concelho de Casal criado em 1514 e extinto em 1842. Com a extinção do concelho, passou a freguesia do concelho de Ervedal. Em 1855 é freguesia de Seia e em 1953 já aparece como povoação da Freguesia de Travancinha.

## Cronologia
- 1514 - concessão de carta de foral por D. Manuel[3]
- 1527 - mencionado como concelho de Cazal
- 1836 - estava já integrado em Ervedal da Beira[4]
- 1841 - possível extinção do estatuto de concelho[3]

## Património
- Pelourinho de Casal de Travancinha[4]